# Perizoma incarnata
Perizoma incarnata är en fjärilsart som beskrevs av Louis Beethoven Prout 1916. Perizoma incarnata ingår i släktet Perizoma och familjen mätare. Inga underarter finns listade i Catalogue of Life.